# Дарієнко Домініка Тимофіївна
Даріє́нко Доміні́кія Тимофі́ївна (1919—2010) — молдовська акторка. Народна артистка СРСР (1974).

## Життєпис
Народилася 15 січня 1919 р. у с. Велигопуловому Херсонської губернії
В 1937 році закінчила Одеське театральне училище.
Працювала у театрах Тирасполя, Кишиніва. Знялась у фільмі Сергія Параджанова «Андрієш» (1954, Сліпа).
Померла 6 листопада 2010 у Кишиневі.

## Нагороди
- Ордени Жовтневої революції, Трудового Червоного Прапора (СРСР), Орден Республіки (МолдоваЇ.

- Звання "Народний артист СРСР", "Народний артист Молдавської РСР".